# 時間變異管理局
時間變異管理局（英語：Time Variance Authority），簡稱時變局（英語：TVA），是漫威漫畫中的虛構官僚組織，由華特·西蒙森和沙爾·比施馬共同創作。時間變異管理局首次登場於《雷神索爾》第372期。

## 職員
時間變異管理局的基層員工稱為時間監督者，實際上並不露面，而且都是由「量子技術」人工創造。

### 已知職員
- 阿爾特尼先生（Mr. Alternity）：高階管理人員。
- 總書記（First Secretary）
- 賈斯汀·阿爾方斯·甘布爾教授（Professor Justin Alphonse Gamble）：前員工，後來向時變局請辭，並偷走了一個時間囊。
- 賈斯特·米爾斯（Justice Mills）
- 留存者（He Who Remains）：時變局的最後倖存者。
- 莫比烏斯·M·莫比烏斯：中階管理層。
- 歐羅波洛先生（Mr. Ouroboros）：悖論先生的複製人。
- 悖論先生（Mr. Paradox）
- 宇宙魔方先生（Mr. Tesseract）：原本是時間監督者，後來被莫比烏斯晉升中階管理階層並成為他的下屬。
- 時間區主管（Time Zone Manager）
- 時間變異管理局警察局（Time Variance Authority Police Department）
- 正義和平（Justice Peace）：改造人探員。
- 正義力量（Justice Might）、正義真理（Justice Truth）和正義自由（Justice Liberty）：時間警察，協助莫比烏斯捕捉在無效時間區逃脫的驚奇4超人。
- 正義之愛（Justice Love）：時變局探員，正義和平的搭檔。
- 正義善意（Justice Goodwill）：法官。
- 時間守護者（Time-Keepers）：留存者為了守護時間而創造的生物。
- 瞬息特警（Minutemen）

## 影視作品

### 電視劇
- 漫威電影宇宙
  - 《神盾局特工》（2013年至2020年）：基於時間監督者的長生人（英语：Chronicoms）。
  - 《洛基》第一季（2021年）[1]
  - 《洛基》第二季（2023年）

### 電影
- 《好人、巴特和洛基》
- 漫威電影宇宙
  - 《死侍與金鋼狼》（2024年）[2]

## 外部連結
- 時間變異管理局 （页面存档备份，存于） Marvel.com
- 時間變異管理局 （页面存档备份，存于） 漫威维基百科